# シマガツオ科
シマガツオ科（Bramidae）は、スズキ目スズキ亜目に所属する魚類の分類群の一つ。2亜科7属からなり、シマガツオ・ベンテンウオなど外洋性の海水魚を中心に20種が含まれる。

## 概要
太平洋・インド洋・大西洋など、世界中の外洋に分布する。熱帯・亜熱帯域の表層から深海にかけて、幅広い生息範囲をもつ。稚魚や若魚は表層で生活するとみられるが、成魚の生態はよくわかっていない種類が多く、完全に深海に移行するもの、シマガツオ B. japonica のように夜間は表層に浮上するものなどが含まれる。
本科魚類はマグロなど大型回遊魚にとっての重要な餌資源となっており、しばしば彼らの胃内容物から見出されるほか、延縄漁でも混獲される。前述のシマガツオ（エチオピアとも呼ばれる）をはじめとする資源量の多い一部の種類は漁獲対象となり、粕漬けなど食用として利用される。

## 形態
左右に平べったく、強く側扁した体型をもつ。体は強固な鱗に覆われ、背中側は黒色、腹側は銀白色の体色をもつことが多い。体長は最大種で85cmに達する。
背鰭は1つで、前方の棘条は分枝しない。シマガツオ亜科では背鰭・臀鰭の前方の鰭条が長く突き出す一方、ベンテンウオ亜科の両鰭は非常に大きく、体部全体の面積を超えて広がる種類もある。臀鰭の棘条を欠き、尾鰭は大きく二又に分かれる。椎骨は36-54個。

## 分類
シマガツオ亜科・ベンテンウオ亜科の2亜科7属の下、20種が含まれる。チカメエチオピア属は本科の中で最も原始的なグループと考えられている。

### シマガツオ亜科

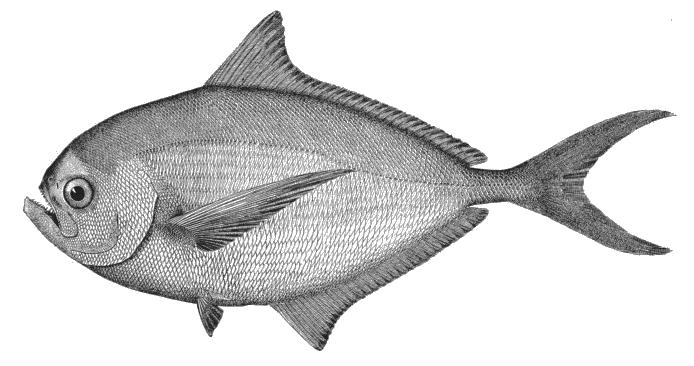
シマガツオ属の1種（Brama brama）。シマガツオ亜科は背鰭・臀鰭の鰭条の一部のみが伸長し、腹鰭は胸鰭のほぼ真下にある

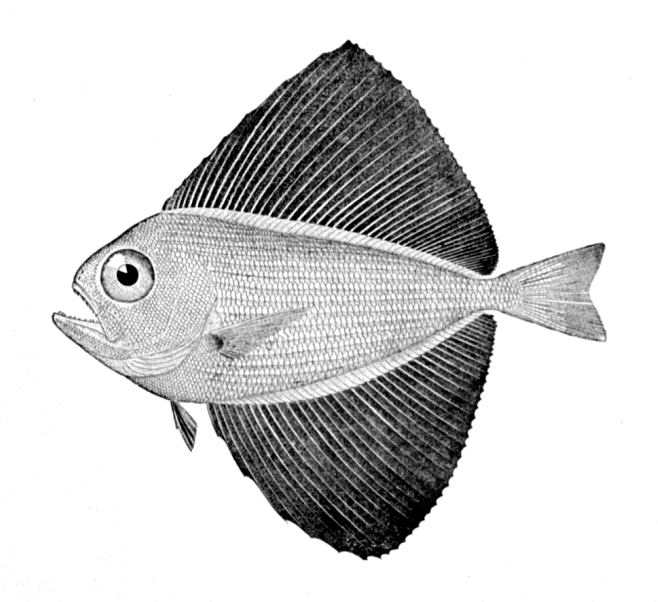
ベンテンウオ属の1種（Pteraclis carolinus）。ベンテンウオ亜科の背鰭・臀鰭は全体的に大きく、腹鰭は胸鰭より前方、喉の位置に近い

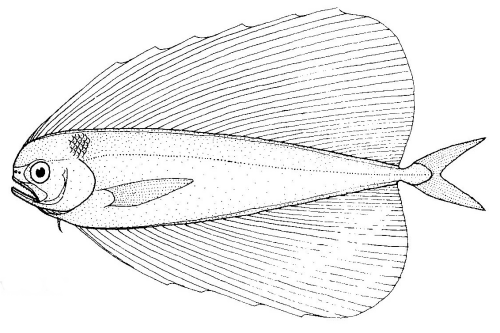
ベンテンウオ属の1種（Pteraclis velifera）。ベンテンウオ亜科では本種のように、体側の面積を超えるほどの大きな鰭をもつものがいる

シマガツオ亜科 Braminae は5属15種を含む。背鰭・臀鰭の基部は鱗で覆われており、鰭を完全に折りたたむことはできない。腹鰭は胸の位置にある。ルーマニアの漸新世の地層から、化石群として Paucaichthys 属が知られている。
- シマガツオ属 Brama
  - オナガシマガツオ Brama myersi
  - シマガツオ Brama japonica
  - ヒメシマガツオ Brama dussumieri
  - マルバラシマガツオ Brama orcini
  - Brama australis
  - ニシシマガツオ Brama brama
  - カリブシマガツオ Brama caribbea
  - オオバンシマガツオ Brama pauciradiata
- チカメエチオピア属 Eumegistus
  - チカメエチオピア Eumegistus illustris
  - Eumegistus brevorti
- ヒレジロマンザイウオ属 Taractichthys
  - ヒレジロマンザイウオ Taractichthys steindachneri
  - ニシヒレジロマンザイウオ Taractichthys longipinnis
- マンザイウオ属 Taractes
  - ツルギエチオピア Taractes rubescens
  - マンザイウオ Taractes asper
- Xenobrama 属
  - Xenobrama microlepis

### ベンテンウオ亜科
ベンテンウオ亜科 Pteraclinae は2属5種からなる。背鰭・臀鰭は非常に大きくなるが基部に鱗はなく、完全に折りたたむことが可能。腹鰭はほぼ喉の位置にある。
- ベンテンウオ属 Pteraclis
  - ベンテンウオ Pteraclis aesticola
  - Pteraclis carolinus
  - Pteraclis velifera
- リュウグウノヒメ属 Pterycombus
  - リュウグウノヒメ Pterycombus petersii
  - Pterycombus brama